# Pierre de Lautoin
Pierre de Lautoin, mort le 23 novembre 1462, est un prélat français du XVe siècle.

## Biographie
Il est issu d'une noble famille.
Pierre de Lautoin est prieur de Chenailles lorsqu'il est pourvu de l'évêché de Saint-Flour le 7 juillet 1452. Il contribue à la construction de la Cathédrale Saint-Pierre de Saint-Flour, et fonde à Saint-Ilpize un collège de prêtres qui doivent vivre en communauté. Son frère Antoine lui succède.